# De libertad y amor
De Libertad y Amor (De liberté et d’Amour) es un álbum del grupo chileno Illapu lanzado en julio de 1984 en París, Francia y en Alemania como "...Von Liebe Und Freiheit".

## Historia
El exilio vivido el 7 de octubre de 1981 hizo que el grupo Illapu se tuviera que radicar en Francia y rehacer allí sus vidas. La injusticia sentida por los integrantes motivó a componer canciones con una inclinación política definida en contra de la dictadura militar de Augusto Pinochet en Chile.

## Contenido
Este disco incluye algunas canciones muy conocidas durante la trayectoria de Illapu, como De libertad y amor (que le da nombre al disco), con el texto de Osvaldo Torres y la música de Roberto Márquez; Población La Victoria, nostálgico instrumental compuesto por Roberto Márquez dedicado a la población santiaguina del mismo nombre; Canción de octubre, instrumental compuesto por Roberto Márquez, dedicado al exilio que sufrieron en Chile el mismo mes de la canción, en 1981.

## Datos

### Lista de temas
| N.º | Título                                                                 | Letras          | Música              | Duración |  |
| 1.  | «De libertad y amor ("De liberté ed d'amour")»                         | Osvaldo Torres  | Roberto Márquez     | 3:27     |  |
| 2.  | «Población La Victoria ("Town Bidonville la Victoria")» (instrumental) |                 | Roberto Márquez     | 4:17     |  |
| 3.  | «Puerto Rico, Puerto Pobre ("Puerto Rico, pauvre port")»               | Pablo Neruda    | José Miguel Márquez | 4:47     |  |
| 4.  | «Pampa Lirima» (instrumental)                                          |                 | Roberto Márquez     | 4:19     |  |
| 5.  | «Golpe tocuyano»                                                       | Tino Carrasco   | Tino Carrasco       | 3:47     |  |
| 6.  | «Canción de octubre ("Chanson d'octobre")» (instrumental)              |                 | Roberto Márquez     | 3:15     |  |
| 7.  | «Copla de morenada»                                                    | Roberto Márquez | Roberto Márquez     | 3:15     |  |
| 8.  | «No pronuncies mi nombre ("Ne pronounce pas mon nom")»                 | Roque Dalton    | Roberto Márquez     | 5:06     |  |
| 9.  | «María Paleta»                                                         | Andrés Márquez  | Andrés Márquez      | 3:17     |  |
| 10. | «Un día borraré esta página ("Un jour j'effacerai cette page")»        | Quilo Martínez  | Roberto Márquez     | 3:47     |  |

### Músicos
- Roberto Márquez
- Eric Maluenda †
- Andrés Márquez
- José Miguel Márquez
- Juan Carlos Márquez
- Jaime Márquez